# Листовёртка гигантская
Листовёртка гигантская (лат. Eurydoxa advena) — вид бабочек из семейства листовёрток. Реликт третичного периода, один и крупнейших представителей семейства.

## Описание
Длина переднего крыла 15—20 мм. Рамах крыльев самцов до 33 мм, самок — до 38 мм. Общий фон крыльев светло-желтого цвета, с частой коричнево-бурой «сеткой» рисунка. На внешнем крае крыла имеется оранжевое пятно. Задние крылья оранжевого цвета с коричнево-бурой «сеткой» рисунка, которая у самцов сливается в коричневое поле, прорезанное штрихами оранжевого цвета. Усики нитевидные.

## Ареал
Южное Приморье России, Китай (Сычуань, Хэйлунцзян) и Япония (Хоккайдо, Хонсю). Населяет субальпийский и отчасти гольцовый пояс Южного Сихотэ-Алиня, долины горных ручьев.

## Биология
Бабочки летают в июле — августе. Кормовые растения гусениц — несколько хвойных деревьев: ель аянская, пихта Майра, пихта Вича, возможно микробиота.